# Jackie Joyner-Kersee
Jacqueline (Jackie) Joyner-Kersee (East St. Louis, Illinois, 3 maart 1962) is een voormalige Amerikaanse atlete, die gespecialiseerd was in de zevenkamp, het hordelopen en het verspringen. Ze is sinds september 1988 houdster van het wereldrecord in de zevenkamp. Ze nam deel aan vier Olympische Spelen en won in totaal driemaal goud, eenmaal zilver en tweemaal brons. Bovendien behaalde zij twee wereldtitels bij het verspringen, evenals op de zevenkamp.

## Biografie

### Jeugd
Jacqueline Joyner werd geboren in een achterstandswijk in East St. Louis in Illinois en vernoemd naar Jacqueline Kennedy. Toen ze als kind op een dag met haar broertje Al in het achterkamertje van hun huis, dat was gebouwd van planken en papier, lag te huilen, sprak ze met hem af dat zij eens de beste van de wereld zou worden. Dat had haar grootmoeder Jeane Dixon op de dag dat Jackie geboren werd, trouwens al voorspeld: ooit zou zij de first lady worden. Die voorspelling kwam uit. Dankzij de sport overwon Jackie Joyner armoe en tragedie, discriminatie en ziekte en werd ze een van de grootste atletes uit de geschiedenis.
Overigens raakte Joyner geïnspireerd om aan atletiek te gaan doen door een TV-film die zij in 1975 zag over Babe Zaharias, ooit gekozen tot 'Grootste atlete van de eerste helft van de twintigste eeuw.' Vijftig jaar later zou Sports Illustrated for Women Joyner-Kersee uitroepen tot grootste atlete aller tijden.

### Plaats afgedwongen
Jackie Joyner hield reeds als kind van uitdagingen. In haar jeugd had ze geen controle op discriminatie, maar doordat ze genoot van de sport werd ze afgeleid van de door alcohol en drugs veroorzaakte problemen in haar wijk. Toen ze op haar negende niet goed genoeg werd bevonden om deel uit te maken van het estafetteteam van haar school, ervoer ze dit als een enorme teleurstelling. "Ik ben keihard gaan trainen en heb zo mijn plaats afgedwongen. Toen ik twaalf was, zag ik er al uit als een cheerleader. Mijn moeder verbood mij om uit te gaan. Dat mocht pas toen ik achttien was. Op [de] highschool was ik goed in volleybal, basketbal en atletiek. Ik kon ook nog eens goed leren en ging op de UCLA geschiedenis studeren."

### Doorbraak
Op de UCLA nam Jackie Joyner deel aan zowel atletiek- als basketbaltoernooien. In de periode van 1980 tot 1985 ontwikkelde zij zich tot een topspeelster op basketbalgebied. Later, in 1998, zou zij worden uitgeroepen tot een van de vijftien beste basketbalspeelsters ooit van de UCLA.
Maar ook op atletiekgebied liet zij zich niet onbetuigd. Zij ontmoette in Los Angeles Bob Kersee, de man van haar leven. Kersee, een voormalig marinesergeant, was een controversiële coach die keihard was voor het supertalent uit East St. Louis. Het leidde er in elk geval toe dat Joyner op de Olympische Spelen van 1984 in Los Angeles internationaal doorbrak met een zilveren medaille op de zevenkamp. Het was de doorbraak waarvan zij reeds als tiener had gedroomd. "Ik was veertien toen ik voor het eerst de Olympische Spelen op TV zag. Daar wilde ik ook naartoe. Vanaf dat moment stond mijn leven elke dag opnieuw in het teken van een halve seconde sneller of een centimeter verder."

### Huwelijk
Buiten de atletiekbaan was Bob Kersee gevoelig en bleek hij ook geïnteresseerd in de persoonlijke kant van Jackie Joyner. Zij ontdekte dit toen haar moeder was overleden. "Ik was eerstejaars toen zij plotseling ziek werd. Mijn moeder lag al in coma en was hersendood toen wij in het ziekenhuis aankwamen. Ze was pas 37 toen ze overleed. Ik was 18." Mary Joyner leed aan het syndroom van Waterhouse-Friderichsen, een bijnieraandoening die wordt veroorzaakt door een massale infectie met meningokokken. "Terug op UCLA vertelde Bob dat zijn moeder ook op jonge leeftijd was gestorven. Als ik hem nodig had, kon ik altijd bij hem aankloppen. Bob gaf om mij als atlete maar ook als vrouw."
Op 11 januari 1986 werd haar coach haar man, nadat hij haar tijdens een honkbalwedstrijd ten huwelijk had gevraagd.

### Hoogtepunt
Opvallend genoeg beschouwt Joyner-Kersee haar wereldrecord van 7148 punten op de Goodwill Games van 1986 in Moskou als het absolute hoogtepunt in haar carrière. "Ik wist dat ik heel getalenteerd was, maar ook dat ik heel hard moest werken en nooit tevreden mocht zijn. Om over de barrière van 7000 punten te gaan, heb ik heel, heel hard gewerkt. Inderdaad, toen was ik heel tevreden. Voor even."
Voordat zij zich in Seoel meldde voor de Olympische Spelen van 1988, had Jackie Joyner negen zevenkampen op rij gewonnen, inclusief die op de wereldkampioenschappen in 1987 in Rome met een totaal van 7128 punten, waar zij en passant met een sprong van 7,36 m ook nog de wereldtitel bij het verspringen aan had toegevoegd. "Ik was toen al met Bob getrouwd en wilde zijn achternaam aannemen. Dat hield hij tegen. Eerst moest ik een wereldrecord neerzetten voordat ik mij Jackie Joyner Kersee mocht noemen."
In Seoel maakte ze haar status van torenhoge favoriete helemaal waar. Ze werd olympisch kampioene op de zevenkamp, met een nieuw record van 7291 punten. En net als een jaar eerder in Rome veroverde zij vijf dagen later haar tweede gouden medaille op het verspringen met een sprong van 7,40, een nieuw olympisch record.

### Favorietenrol
In de jaren die volgden was Joyner-Kersee het ijkpunt voor elke zichzelf serieus nemende meerkampster ter wereld. Zelf was ze steevast de grote favoriete voor de overwinning bij elk toernooi van enig belang. Wat overigens niet wil zeggen, dat het ook bij haar nooit eens mis kon gaan. Op de wereldkampioenschappen van 1991 in Tokio had ze de winnende vertesprong van 7,32 al afgeleverd, toen zij bij een volgende poging op de afzetbalk wegglipte en ongelukkig landde. Het leverde haar een enkelblessure op. Toen ze een dag later op de eerste dag van de zevenkamp bovendien een hamstring verrekte, moest zij haar pogingen om ook op dit onderdeel haar titel te verlengen, opgeven. Een jaar later veroverde zij op de Olympische Spelen in Barcelona echter haar tweede gouden medaille op de zevenkamp. Met 7044 punten was zij voor de concurrentie twee maatjes, dat wil zeggen 200 punten, te groot. Een herhaling van Seoel werd het echter niet. Bij het verspringen zette de Duitse Heike Drechsler haar met 7,14 m de voet dwars en veroverde de Amerikaanse met 7,07 m 'slechts' brons.
Na 1992 werden de prestaties van Jackie Joyner-Kersee langzaam maar zeker minder. Gezien het haast onaantastbare niveau dat zij ooit had bereikt, was ze overigens nog lang de te kloppen atlete en dus ook op de wereldkampioenschappen van 1993 nog voor iedereen te sterk. Maar Sabine Braun kwam op de zevenkamp met haar 6797 punten toch dicht in de buurt van de Amerikaanse, die met haar totaal van 6837 punten wel aantoonde, dat de Duitse zevenkampster de titel twee jaar eerder alleen maar had kunnen veroveren vanwege het voortijdig uitvallen van Joyner-Kersee.

### Laatste medaille
In 1995 werd ze op de wereldkampioenschappen in Göteborg met 6,74 slechts zesde bij het verspringen en toen ze zich een jaar later bij de Amerikaanse olympische trials wilde kwalificeren voor haar vierde Olympische Spelen, raakte ze geblesseerd aan haar rechter hamstring. Niet volledig hersteld probeerde ze het in Atlanta toch nog, maar na het eerste nummer van de zevenkamp, de 100 m horden, moest ze kermend van de pijn opgeven. Wonderlijk genoeg slaagde zij er enkele dagen later toch weer in om zich bij het verspringen te kwalificeren voor de finale, waarin zij in haar laatste poging tot 7,00 kwam. Hiermee veroverde zij brons, haar laatste olympische medaille.
Nog in datzelfde jaar startte Joyner-Kersee een profcarrière als basketbalster bij de Richmond Rage, dat in de Amerikaanse Basketball League voor vrouwen speelde. Hoewel ze erg populair was bij de fans, scoorde zij nooit meer dan vier punten in één wedstrijd. Ze speelde totaal in zeventien wedstrijden mee. In 1998 deed zij nog weer een keer mee aan een zevenkamp tijdens de Goodwill Games en kwam hierbij tot 6502 punten. In 2000 kwam er definitief een einde aan haar carrière, toen zij op de olympische trials bij het verspringen niet verder kwam dan een zesde plaats.
Joyner-Kersee werd in 1994 verkozen tot IAAF atlete van het jaar.

### Doping
Gedurende haar loopbaan heeft Jackie Joyner-Kersee regelmatig te maken gehad met verhalen over dopinggebruik. Hoewel zij nooit positief werd bevonden, zucht ze als dit beladen onderwerp ter sprake komt. "Natuurlijk was in die tijd het klimaat goed als je praat over dopinggebruik. Ik zag ook atleten die opeens een heel hoge piek bereikten en daarna in een diep dal terechtkwamen. Of die een heel korte carrière beleefden. De geruchten waren ongegrond en gebaseerd op jaloezie. Ik heb mij vier keer gekwalificeerd voor de Olympische Spelen, zat in de VS altijd in de top drie en ben pas op mijn 38ste gestopt. Move on."

### Jackie Joyner-Kersee Foundation
In 1988 vestigde Joyner-Kersee de Jackie Joyner-Kersee Foundation, een stichting die beoogt om kansarme jongeren, volwassenen en hun gezinnen uit East St. Louis middelen te geven om de kwaliteit van hun leven te verbeteren. Sinds 2000 zijn er duizenden gezinnen en kinderen in haar centrum opgevangen. "Bij ons krijgt men onderwijs en zorgen wij voor recreatie. Het centrum is in feite een veilige haven voor mensen die geen doel of uitzicht meer in hun leven hebben. Dankzij mijn sponsors heb ik sinds 2000 meer dan 12 miljoen dollar aan mijn centrum gegeven. Dat doe ik heel graag. Ik geef met mijn hart. Dat heb ik op jonge leeftijd geleerd."
Zelf heeft Jackie Joyner-Kersee geen kinderen. Het huwelijk met Bob Kersee bleef kinderloos.
In 2012 werd ze opgenomen in de IAAF Hall of Fame.

## Titels
- Olympisch kampioene zevenkamp – 1988, 1992
- Olympisch kampioene verspringen – 1988
- Wereldkampioene verspringen – 1987, 1991
- Wereldkampioene zevenkamp – 1987, 1993
- Amerikaans indoorkampioene 60 m horden – 1992
- Amerikaans kampioene 100 m horden – 1994
- Amerikaans indoorkampioene verspringen – 1992, 1994, 1995
- Amerikaans kampioene verspringen – 1987, 1990, 1991, 1992, 1993, 1994, 1995, 1996
- Amerikaans kampioene zevenkamp – 1982, 1987, 1991, 1992, 1993, 1995
- NCAA-kampioene zevenkamp – 1982, 1983, 2004, 2006
- Pan-Amerikaans jeugdkampioene verspringen – 1980

## Statistieken

### Persoonlijke records
Outdoor
| Onderdeel          | Prestatie   | Datum             | Plaats       |
| ------------------ | ----------- | ----------------- | ------------ |
| 200 m              | 22,30 s     | 15 juli 1988      | Indianapolis |
| 400 m              | 53,64 s     | 1990              |              |
| 800 m              | 2.08,51     | 24 september 1988 | Seoel        |
| 100 m horden       | 12,61 s     | 28 mei 1988       | San José     |
| 400 m horden       | 55,05 s     | 1985              |              |
| hoogspringen       | 1,93 m      | 15 juli 1988      | Indianapolis |
| verspringen        | 7,49 m (AR) | 22 mei 1994       | New York     |
| hink-stap-springen | 13,20 m     | 1985              |              |
| kogelstoten        | 16,84 m     | 1988              |              |
| speerwerpen        | 50,12 m     | 1986              |              |
| zevenkamp          | 7291 p      | 24 september 1988 | Seoel        |

Indoor
| Onderdeel   | Prestatie | Datum            | Plaats |
| ----------- | --------- | ---------------- | ------ |
| 50 m horden | 6,67 s    | 10 februari 1995 | Reno   |
| 60 m horden | 7,81 s    | 1989             |        |

### Opbouw PR meerkamp en potentieel record op basis van PR's
In de tabel staat de uitsplitsing van het persoonlijk record op de zevenkamp. In de kolommen ernaast staat ook het potentieel record, met alle persoonlijke records op de losse onderdelen en de bijbehorende punten. Jackie had een tamelijk groot verschil tussen haar persoonlijke records en wat ze in haar recordmeerkamp behaalde.
|              | Uitsplitsing PR | Uitsplitsing PR | Uitsplitsing PR |              | Potentieel record | Potentieel record |
| Onderdeel    | Prestatie       | Wind (m/s)      | Punten          | Pers. record | Punten            |                   |
| ------------ | --------------- | --------------- | --------------- | ------------ | ----------------- | ----------------- |
| 100 m horden | 12,69           | +0,5            | 1172            | 12,61        | 1184              |                   |
| hoogspringen | 1,86            |                 | 1054            | 1,93         | 1145              |                   |
| kogelstoten  | 15,80           |                 | 915             | 16,84        | 985               |                   |
| 200 m        | 22,56           | +1,6            | 1123            | 22,30        | 1150              |                   |
| verspringen  | 7,27            | +0,7            | 1264            | 7,49         | 1341              |                   |
| speerwerpen  | 45,66           |                 | 776             | 50,12        | 862               |                   |
| 800 m        | 2.08,51         |                 | 987             | 2.08,51      | 987               |                   |
| Puntentotaal |                 |                 | 7291            |              | 7654              |                   |

## Onderscheidingen
- IAAF-atlete van het jaar - 1994
- James E. Sullivan Award - 1986
- IAAF Hall of Fame - 2012

1948: Olga Gyarmati ·
1952: Yvette Williams ·
1956: Elżbieta Krzesińska ·
1960: Vera Krepkina ·
1964: Mary Rand ·
1968: Viorica Viscopoleanu ·
1972: Heide Rosendahl ·
1976: Angela Voigt ·
1980: Tatjana Kolpakova ·
1984: Anișoara Cușmir-Stanciu ·
1988: Jackie Joyner-Kersee ·
1992: Heike Drechsler ·
1996: Chioma Ajunwa ·
2000: Heike Drechsler ·
2004: Tatjana Lebedeva ·
2008: Maurren Maggi ·
2012: Brittney Reese ·
2016: Tianna Bartoletta ·
2020: Malaika Mihambo ·
2024: Tara Davis-Woodhall
1984: Glynis Nunn ·
1988: Jackie Joyner-Kersee ·
1992: Jackie Joyner-Kersee ·
1996: Ghada Shouaa ·
2000: Denise Lewis ·
2004: Carolina Klüft ·
2008: Natalja Dobrynska ·
2012: Jessica Ennis ·
2016: Nafissatou Thiam ·
2020: Nafissatou Thiam ·
2024: Nafissatou Thiam
1983 Heike Drechsler ·
1987 Jackie Joyner-Kersee ·
1991 Jackie Joyner-Kersee ·
1993 Heike Drechsler ·
1995 Fiona May ·
1997 Ljudmila Galkina ·
1999 Niurka Montalvo ·
2001 Fiona May ·
2003 Eunice Barber ·
2005 Tianna Madison ·
2007 Tatjana Lebedeva ·
2009 Brittney Reese ·
2011 Brittney Reese ·
2013 Brittney Reese ·
2015 Tianna Bartoletta ·
2017 Brittney Reese ·
2019 Malaika Mihambo ·
2022 Malaika Mihambo ·
2023 Ivana Španović
1983 Ramona Neubert ·
1987 Jackie Joyner-Kersee ·
1991 Sabine Braun ·
1993 Jackie Joyner-Kersee ·
1995 Ghada Shouaa ·
1997 Sabine Braun ·
1999 Eunice Barber ·
2001 Jelena Prochorowa ·
2003 Carolina Klüft ·
2005 Carolina Klüft ·
2007 Carolina Klüft ·
2009 Jessica Ennis ·
2011 Jessica Ennis ·
2013 Hanna Melnitsjenko ·
2015 Jessica Ennis-Hill ·
2017 Nafissatou Thiam ·
2019 Katarina Johnson-Thompson ·
2022 Nafissatou Thiam ·
2023 Katarina Johnson-Thompson
- Gemeinsame Normdatei: 120402866
- World Athletics: 14314065
- International Standard Name Identifier: 0000 0000 8205 1143
- Library of Congress Control Number: n91116841
- Nationale Bibliotheek van Tsjechië: xx0208923
- Système universitaire de documentation: 144135582
- Virtual International Authority File: 20511122
- WorldCat: E39PBJhhkpggMWwgk3MPB4RYfq